# سفارت لبنان در واشینگتن
سفارت لبنان در واشینگتن (به انگلیسی: Embassy of Lebanon) یک منطقهٔ مسکونی در ایالات متحده آمریکا است که در واشینگتن، دی.سی. واقع شده‌است.